# Caupenne-d'Armagnac
Caupenne-d'Armagnac is een gemeente in het Franse departement Gers (regio Occitanie) en telt 377 inwoners (1999). De plaats maakt deel uit van het arrondissement Condom.

## Geografie
De oppervlakte van Caupenne-d'Armagnac bedraagt 22,3 km², de bevolkingsdichtheid is 16,9 inwoners per km².
De onderstaande kaart toont de ligging van Caupenne-d'Armagnac met de belangrijkste infrastructuur en aangrenzende gemeenten.

## Demografie
Onderstaande figuur toont het verloop van het inwonertal (bron: INSEE-tellingen).